# Virtus Francavilla Calcio 2020-2021
Questa voce raccoglie le informazioni riguardanti la Virtus Francavilla Calcio nelle competizioni ufficiali della stagione 2020-2021.

## Stagione
La Virtus Francavilla partecipa per la quinta volta nella sua storia al campionato di Serie C (ex Lega Pro). Alla guida tecnica della squadra viene confermato l'allenatore Bruno Trocini. Il 17 marzo 2021 la società, a seguito di un periodo caratterizzato da rendimento insoddisfacente, solleva dall'incarico l'allenatore Trocini e il direttore sportivo Fernandez. Il giorno successivo viene nominato Direttore Generale Angelo Antonazzo mentre Alberto Colombo diventa il nuovo allenatore. Al termine della stagione la società non rinnova il contratto del mister Colombo e comunica che il nuovo allenatore della Virtus è Roberto Taurino.

### Precampionato
Dopo il raduno, ed un ciclo di tamponi per esclusione di positività ad infezione da Covid-19, la squadra è stata in ritiro, dal 26 agosto al 4 settembre, presso lo stadio comunale "Maccari" di Chianciano Terme.
Il 12 settembre ha affrontato a Salerno, in allenamento congiunto, la Salernitana (1-1).

### Campionato di Serie C
Inserita nel girone C la Virtus ha esordito il 27 settembre in casa contro il Bari incassando una sconfitta per 2-3. Il 5 ottobre il Trapani viene escluso dal campionato per cui il girone C viene ridotto a 19 squadre partecipanti rispetto alle 20 previste inizialmente.
Al termine del girone di andata occupa la undicesima posizione grazie a 22 punti conquistati in 18 partite (spiccano le vittorie ottenute contro l'Avellino e sul campo del Palermo). Nel girone di ritorno il rendimento risulta inferiore (16 punti in 18 partite) ma consente comunque di ottenere la permanenza in serie C grazie alla 15ª posizione in classifica conquistata (prestigiosa la vittoria in trasferta sul campo del Teramo).

### Coppa Italia
Partecipa per la quarta volta nella sua storia alla Coppa Italia, la seconda competizione professionistica nazionale. Nel primo turno, disputato in partita unica in trasferta, ha subìto sconfitta ed eliminazione dal Catanzaro (2-1).
A causa delle esigenze di calendario determinate dalla pandemia di Covid-19 la Coppa Italia Serie C 2020-2021 non è stata disputata.

## Rosa
In corsivo i giocatori ceduti a stagione in corso. Con l'asterisco i giocatori ingaggiati a stagione in corso.

| N. |                      | Ruolo | Calciatore            |
| -- | -------------------- | ----- | --------------------- |
| 1  | Italia (bandiera)    | P     | Diamante Crispino     |
| 2  | Italia (bandiera)    | D     | Andrea Sarcinella     |
| 3  | Italia (bandiera)    | D     | Francesco Pambianchi  |
| 4  | Albania (bandiera)   | C     | Federico Zenuni       |
| 5  | Italia (bandiera)    | D     | Alessandro Celli      |
| 6  | Italia (bandiera)    | C     | Manuela Castorani     |
| 7  | Italia (bandiera)    | C     | Pasquale Giannotti    |
| 8  | Italia (bandiera)    | C     | Francesco Carella     |
| 9  | Argentina (bandiera) | A     | Federico Vázquez      |
| 10 | Italia (bandiera)    | A     | Leonardo Perez        |
| 10 | Italia (bandiera)    | A     | Pasquale Maiorino*    |
| 11 | Italia (bandiera)    | C     | Federico Mastropietro |
| 12 | Italia (bandiera)    | P     | Francesco De Luca     |
| 13 | Italia (bandiera)    | D     | Stefano Pino          |
| 14 | Italia (bandiera)    | A     | Federico Buglia       |

| N. |                   | Ruolo | Calciatore           |
| -- | ----------------- | ----- | -------------------- |
| 15 | Italia (bandiera) | D     | Fabio Delvino        |
| 16 | Italia (bandiera) | C     | Domenico Franco      |
| 17 | Italia (bandiera) | C     | Alessandro Caporale  |
| 18 | Italia (bandiera) | D     | Daniele Marino       |
| 19 | Italia (bandiera) | D     | Luca Sparandeo       |
| 20 | Ghana (bandiera)  | A     | Joseph Ekuban        |
| 21 | Italia (bandiera) | C     | Leonardo Nunzella    |
| 22 | Italia (bandiera) | P     | Bryan Costa          |
| 23 | Italia (bandiera) | C     | Giovanni Tchetchoua  |
| 25 | Italia (bandiera) | D     | Matteo Calcagno      |
| 26 | Italia (bandiera) | A     | Francesco Puntoriere |
| 27 | Italia (bandiera) | C     | Leonardo Di Cosmo    |
| 29 | Italia (bandiera) | A     | Nicola Ciccone*      |
| 99 | Italia (bandiera) | A     | Andrea Adorante*     |

## Calciomercato

### Sessione estiva(dal 01/09 al 05/10)
| Acquisti | Acquisti           | Acquisti       | Acquisti   |
| R.       | Nome               | da             | Modalità   |
| -------- | ------------------ | -------------- | ---------- |
| C        | Domenico Franco    | Cesena         | definitivo |
| C        | Pasquale Giannotti | Crotone        | prestito   |
| D        | Alessandro Celli   | Pescara        | prestito   |
| P        | Diamante Crispino  | Casertana      | definitivo |
| C        | Leonardo Di Cosmo  | Virtus Entella | prestito   |

| Cessioni | Cessioni             | Cessioni    | Cessioni   |
| R.       | Nome                 | da          | Modalità   |
| -------- | -------------------- | ----------- | ---------- |
| P        | Giacomo Poluzzi      | Südtirol    | definitivo |
| A        | Alain Pierre Baclet  | Potenza     | definitivo |
| C        | Alessandro Albertini | Catania     | definitivo |
| C        | Andrea Bovo          | Juve Stabia | definitivo |

### Sessione invernale(dal 04/01 al 01/02)
| Acquisti | Acquisti          | Acquisti      | Acquisti   |
| R.       | Nome              | da            | Modalità   |
| -------- | ----------------- | ------------- | ---------- |
| A        | Nicola Ciccone    | Pergolettese  | definitivo |
| A        | Pasquale Maiorino | Livorno       | definitivo |
| A        | Andrea Adorante   | Parma         | prestito   |
| A        | Antonio Miccoli   | Dinamo Tirana | definitivo |

| Cessioni | Cessioni        | Cessioni | Cessioni   |
| R.       | Nome            | a        | Modalità   |
| -------- | --------------- | -------- | ---------- |
| A        | Leonardo Perez  | Arezzo   | definitivo |
| A        | Federico Buglia | Brindisi | prestito   |

## Risultati

### Serie C

#### Girone di andata
| Arbitro: | G. Miele (Nola) |

|                      |           |                                      |
| Perez 34’ Franco 45’ | Marcatori | 5’ Antenucci 18’ D'Orazio 30’ D'Ursi |

| Arbitro: | Lovison (Padova) |

|              |           |  |
| Giannone 28’ | Marcatori |  |

| Arbitro: | Taricone (Perugia) |

|                                  |           |                            |
| Castorani 52’ Vazquez 82’ (rig.) | Marcatori | 37’ F. Berardi 65’ Plescia |

| Arbitro: | De Graci (Como) |

|                          |           |            |
| Garattoni 79’ Romero 93’ | Marcatori | 51’ Ekuban |

| Arbitro: | Gualtieri (Asti) |

|  |           |                  |
|  | Marcatori | 41’ (rig.) Sarao |

| Pagani 21 ottobre 2020, ore 15 CEST 6ª giornata | Paganese           | 0 – 0 referto | Virtus Francavilla | Stadio Marcello Torre\| Arbitro: \| Petrella (Viterbo) \| |
| Arbitro:                                        | Petrella (Viterbo) |               |                    |                                                           |

| Arbitro: | Ricci (Firenze) |

|                               |           |            |
| Nunzella 55’ Mastropietro 62’ | Marcatori | 29’ Cianci |

| Arbitro: | N. Marini (Trieste) |

|               |           |                                               |
| Zampataro 29’ | Marcatori | 38’ Sparandeo 72’ Perez 90+1’ (aut.) Bastrini |

| Arbitro: | Perenzoni (Rovereto) |

|               |           |                                    |
| Sparandeo 76’ | Marcatori | 21’ Carillo 51’ Cuppone 70’ Icardi |

| Arbitro: | Rutella (Enna) |

|             |           |  |
| Salzano 64’ | Marcatori |  |

| Arbitro: | Tremolada (Monza) |

|            |           |           |
| Zenuni 41’ | Marcatori | 37’ Fazio |

| Arbitro: | Luciani (Roma) |

|           |           |               |
| Rocca 51’ | Marcatori | 82’ Castorani |

| Arbitro: | D'Ascanio (Ancona) |

|              |           |                  |
| Castorani 3’ | Marcatori | 37’ Di Francesco |

| Arbitro: | Zufferli (Udine) |

|            |           |  |
| Vazquez 2’ | Marcatori |  |

| Cava de'Tirreni 13 dicembre 2020, ore 15 CEST 15ª giornata | Cavese             | 0 – 0 referto | Virtus Francavilla | Stadio Simonetta Lamberti\| Arbitro: \| Frascaro (Firenze) \| |
| Arbitro:                                                   | Frascaro (Firenze) |               |                    |                                                               |

| Arbitro: | Centi (Viterbo) |

|                                   |           |            |
| Vazquez 36’ (rig.) Puntoriere 52’ | Marcatori | 94’ Makota |

| Arbitro: | Acanfora (Castellammare di Stabia) |

|                                |           |                                 |
| Palermo 26’ (rig.), 35’ (rig.) | Marcatori | 30’ (rig.) Vazquez 63’ Di Cosmo |

| 10 gennaio 2021, ore CEST 18ª giornata |  | – Turno di riposo Francavilla |  |  |

| Arbitro: | N. Marini (Trieste) |

|             |           |                           |
| Valente 37’ | Marcatori | 67’ Castorani 87’ Ciccone |

#### Girone di ritorno
| Arbitro: | Maranesi (Ciampino) |

|                                           |           |               |
| Antenucci 34’, 68’ Marras 40’ (rig.), 55’ | Marcatori | 36’ Castorani |

| Arbitro: | Perri (Roma) |

|                                           |           |              |
| Vazquez 43’ (rig.) Ciccone 44’ Zenuni 86’ | Marcatori | 61’ F. Longo |

| Arbitro: | Repace (Perugia) |

|                |           |                             |
| La Ragione 91’ | Marcatori | 15’ Castorani 50’ Sparandeo |

| Arbitro: | Turrini (Firenze) |

|  |           |             |
|  | Marcatori | 86’ Orlando |

| Arbitro: | Cascone (Nocera Inferiore) |

|                       |           |  |
| Dall'Oglio 75’ (rig.) | Marcatori |  |

| Francavilla Fontana 17 febbraio 2021, ore 15 CEST 25ª giornata | Virtus Francavilla | 0 – 0 referto | Paganese | Stadio Giovanni Paolo II\| Arbitro: \| Frascaro (Firenze) \| |
| Arbitro:                                                       | Frascaro (Firenze) |               |          |                                                              |

| Potenza 21 febbraio 2021, ore 15 CEST 26ª giornata | Potenza          | 0 – 0 referto | Virtus Francavilla | Stadio Alfredo Viviani\| Arbitro: \| F. Longo (Paola) \| |
| Arbitro:                                           | F. Longo (Paola) |               |                    |                                                          |

| Arbitro: | Fontani (Siena) |

|                  |           |                              |
| A. Miccoli 90+2’ | Marcatori | 8’ Zambataro 11’ A. De Paoli |

| Arbitro: | Giaccaglia (Jesi) |

|                                           |           |  |
| Cuppone 9’, 29’, 42’ Turchetta 40’ (rig.) | Marcatori |  |

| Arbitro: | Bitonti (Bologna) |

|              |           |              |
| Adorante 65’ | Marcatori | 51’ Falletti |

| Arbitro: | Pascarella (Nocera Inferiore) |

|                    |           |  |
| Carlini 35’ (rig.) | Marcatori |  |

| Arbitro: | Delrio (Reggio Emilia) |

|  |           |             |
|  | Marcatori | 84’ Gavazzi |

| Arbitro: | Kumara (Verona) |

|  |           |             |
|  | Marcatori | 49’ Ciccone |

| Arbitro: | Cavaliere (Paola) |

|                    |           |  |
| Maniero 36’ (rig.) | Marcatori |  |

| Arbitro: | Pashuku (Albano Laziale) |

|              |           |  |
| Nunzella 24’ | Marcatori |  |

| Arbitro: | Garofalo (Torre del Greco) |

|             |           |  |
| Mansour 28’ | Marcatori |  |

| Francavilla Fontana 18 aprile 2021, ore 15 CEST 36ª giornata | Virtus Francavilla         | 0 – 0 referto | Viterbese | Stadio Giovanni Paolo II\| Arbitro: \| Catanoso (Reggio Calabria) \| |
| Arbitro:                                                     | Catanoso (Reggio Calabria) |               |           |                                                                      |

| 25 aprile 2021, ore CEST 37ª giornata |  | – Turno di riposo Francavilla |  |  |

| Arbitro: | Crezzini (Siena) |

|              |           |                            |
| Nunzella 22’ | Marcatori | 30’ 42’ Valente 59’ Silipo |

### Coppa Italia

#### Primo turno
| Arbitro: | N. Marini (Trieste) |

|                               |           |            |
| Casoli 35’ Carlini 44’ (rig.) | Marcatori | 31’ Franco |

## Statistiche

### Statistiche di squadra
Statistiche aggiornate al 2 maggio 2021.
| Competizione | Punti | In casa | In casa | In casa | In casa | In casa | In casa | In trasferta | In trasferta | In trasferta | In trasferta | In trasferta | In trasferta | Totale | Totale | Totale | Totale | Totale | Totale | DR  |
| Competizione | Punti | G       | V       | N       | P       | Gf      | Gs      | G            | V            | N            | P            | Gf           | Gs           | G      | V      | N      | P      | Gf     | Gs     | DR  |
| ------------ | ----- | ------- | ------- | ------- | ------- | ------- | ------- | ------------ | ------------ | ------------ | ------------ | ------------ | ------------ | ------ | ------ | ------ | ------ | ------ | ------ | --- |
| Serie C      | 38    | 18      | 5       | 6       | 7       | 19      | 22      | 18           | 4            | 5            | 9            | 13           | 22           | 36     | 9      | 11     | 16     | 32     | 44     | -12 |
| Coppa Italia | -     | 0       | 0       | 0       | 0       | 0       | 0       | 1            | 0            | 0            | 1            | 1            | 2            | 1      | 0      | 0      | 1      | 1      | 2      | -1  |
| Totale       | 38    | 18      | 5       | 6       | 7       | 19      | 22      | 19           | 4            | 5            | 10           | 14           | 24           | 37     | 9      | 11     | 17     | 33     | 46     | -13 |

### Andamento in campionato
| Giornata  | 1  | 2  | 3  | 4  | 5  | 6  | 7  | 8 | 9  | 10 | 11 | 12 | 13 | 14 | 15 | 16 | 17 | 18 | 19 | 20 | 21 | 22 | 23 | 24 | 25 | 26 | 27 | 28 | 29 | 30 | 31 | 32 | 33 | 34 | 35 | 36 | 37 | 38 |
| --------- | -- | -- | -- | -- | -- | -- | -- | - | -- | -- | -- | -- | -- | -- | -- | -- | -- | -- | -- | -- | -- | -- | -- | -- | -- | -- | -- | -- | -- | -- | -- | -- | -- | -- | -- | -- | -- | -- |
| Risultato | P  | P  | N  | P  | P  | N  | V  | V | P  | P  | N  | N  | N  | V  | N  | V  | N  | R  | V  | P  | V  | V  | P  | P  | N  | N  | P  | P  | N  | P  | P  | V  | P  | V  | P  | N  | R  | P  |
| Posizione | 14 | 18 | 14 | 16 | 18 | 17 | 14 | 8 | 13 | 14 | 13 | 14 | 14 | 12 | 12 | 12 | 12 | 12 | 11 | 12 | 11 | 8  | 9  | 12 | 11 | 11 | 13 | 14 | 13 | 13 | 14 | 12 | 13 | 11 | 13 | 13 | 14 | 15 |

Legenda:

Luogo: C = Casa; T = Trasferta. Risultato: V = Vittoria; N = Pareggio; P = Sconfitta.

### Statistiche dei giocatori
Statistiche aggiornate al 2 maggio 2021.
Sono in corsivo i calciatori che hanno lasciato la società a stagione in corso.
| Giocatore       | Serie C  | Serie C | Serie C     | Serie C    | Coppa Italia | Coppa Italia | Coppa Italia | Coppa Italia | Totale   | Totale | Totale      | Totale     |
| Giocatore       | Presenze | Reti    | Ammonizioni | Espulsioni | Presenze     | Reti         | Ammonizioni  | Espulsioni   | Presenze | Reti   | Ammonizioni | Espulsioni |
| --------------- | -------- | ------- | ----------- | ---------- | ------------ | ------------ | ------------ | ------------ | -------- | ------ | ----------- | ---------- |
| A. Adorante     | 17       | 1       | 1           | 0          | 0            | 0            | 0            | 0            | 17       | 1      | 1           | 0          |
| M. Calcagno     | 14       | 0       | 2           | 0          | 1            | 0            | 0            | 0            | 15       | 0      | 2           | 0          |
| A. Caporale     | 33       | 0       | 7           | 0          | 1            | 0            | 0            | 0            | 34       | 0      | 7           | 0          |
| F. Carella      | 18       | 0       | 1           | 0          | 1            | 0            | 0            | 0            | 19       | 0      | 1           | 0          |
| M. Castorani    | 33       | 6       | 12          | 0          | 1            | 0            | 0            | 0            | 34       | 6      | 12          | 0          |
| A. Celli        | 15       | 0       | 2           | 1          | 1            | 0            | 0            | 0            | 16       | 0      | 2           | 1          |
| N. Ciccone      | 16       | 3       | 2           | 0          | 0            | 0            | 0            | 0            | 16       | 3      | 2           | 0          |
| B. Costa        | 16       | -15     | 0           | 0          | 0            | 0            | 0            | 0            | 16       | -15    | 0           | 0          |
| D. Crispino     | 20       | -29     | 2           | 0          | 1            | -2           | 0            | 0            | 21       | -31    | 2           | 0          |
| F. Delvino      | 28       | 0       | 14          | 1          | 0            | 0            | 0            | 0            | 28       | 0      | 14          | 1          |
| A. Di Cosmo     | 25       | 1       | 3           | 0          | 0            | 0            | 0            | 0            | 25       | 1      | 3           | 0          |
| J. Ekuban       | 12       | 1       | 1           | 0          | 1            | 0            | 0            | 0            | 13       | 1      | 1           | 0          |
| D. Franco       | 32       | 1       | 9           | 0          | 1            | 1            | 0            | 0            | 33       | 2      | 9           | 0          |
| P. Giannotti    | 27       | 0       | 8           | 0          | 0            | 0            | 0            | 0            | 27       | 0      | 8           | 0          |
| P. Maiorino     | 12       | 0       | 0           | 0          | 0            | 0            | 0            | 0            | 12       | 0      | 0           | 0          |
| F. Mastropietro | 23       | 1       | 4           | 1          | 1            | 0            | 0            | 0            | 24       | 1      | 4           | 1          |
| A. Miccoli      | 4        | 1       | 0           | 0          | 0            | 0            | 0            | 0            | 4        | 1      | 0           | 0          |
| L. Nunzella     | 34       | 3       | 8           | 0          | 1            | 0            | 0            | 0            | 35       | 3      | 8           | 0          |
| F. Pambianchi   | 29       | 0       | 6           | 0          | 0            | 0            | 0            | 0            | 29       | 0      | 6           | 0          |
| L. Perez        | 12       | 2       | 2           | 0          | 1            | 0            | 0            | 0            | 13       | 2      | 2           | 0          |
| F. Puntoriere   | 7        | 1       | 0           | 0          | 1            | 0            | 0            | 0            | 8        | 1      | 0           | 0          |
| L. Sparandeo    | 24       | 3       | 2           | 1          | 1            | 0            | 0            | 0            | 25       | 3      | 2           | 1          |
| G. Tchetchoua   | 21       | 0       | 3           | 0          | 0            | 0            | 0            | 0            | 21       | 0      | 3           | 0          |
| F. Vazquez      | 23       | 5       | 4           | 0          | 0            | 0            | 0            | 0            | 23       | 5      | 4           | 0          |
| F. Zenuni       | 30       | 2       | 11          | 0          | 1            | 0            | 0            | 0            | 31       | 2      | 11          | 0          |